# (7257) Yoshiya
(7257) Yoshiya (1994 AH1) – planetoida z grupy pasa głównego asteroid okrążająca Słońce w ciągu 3,63 lat w średniej odległości 2,36 j.a. Odkryta 7 stycznia 1994 roku.